# Liste des sénateurs du parti rexiste
Le Parti Rex, parti d’extrême-droite, fut représenté au Sénat de Belgique entre 1936 et 1946. 
| Législature | Nom                                | Arrondissement                              | Remarque                                           |  |
| 1936-1939   | Raymond Boon                       | Bruxelles                                   |                                                    |  |
| 1936-1939   | Ernest Delvaux                     | élu par le conseil provincial du Luxembourg |                                                    |  |
| 1936-1939   | Gustave de Schrynmakers de Dormael | Louvain                                     |                                                    |  |
| 1936-1939   | Charles de Fraipont                | Liège                                       |                                                    |  |
| 1936-1939   | Robert Gits                        | élu par le conseil provincial du Brabant    |                                                    |  |
| 1936-1939   | Xavier de Hemricourt de Grunne     | Bruxelles                                   |                                                    |  |
| 1936-1939   | Jean Lekeux                        | Verviers                                    |                                                    |  |
| 1936-1939   | Dr Pierre Lifrange (1868-1937)     | élu par le conseil provincial de Liège      |                                                    |  |
| 1936-1939   | Joseph Mignolet                    | Liège                                       |                                                    |  |
| 1936-1939   | Paul Misson                        | Luxembourg                                  |                                                    |  |
| 1936-1939   | Paul De Mont                       | sénateur coopté                             |                                                    |  |
| 1936-1939   | Louis Rhodius                      | Namur                                       |                                                    |  |
| 1936-1939   | Georges Vigneron                   | élu par le conseil provincial de Liège      | remplace le 26 janvier 1937 le Dr Lifrange décédé. |  |
| 1939-1946   | Raymond Boon                       | Bruxelles                                   |                                                    |  |
| 1939-1946   | Léon Brunet                        | élu par le conseil provincial du Brabant    |                                                    |  |
| 1939-1946   | Joseph Mignolet                    | élu par le conseil provincial de Liège      |                                                    |  |
| 1939-1946   | Georges Vigneron                   | élu par le conseil provincial du Luxembourg |                                                    |  |